# Pararge xiphioides
Pararge xiphioides is een vlinder uit de familie Nymphalidae (aurelia's) en de onderfamilie Satyrinae. De wetenschappelijke naam werd gepubliceerd in 1871 door Otto Staudinger.
De soort is endemisch op de Canarische Eilanden.